# Torre dels Ocells (Caldes de Malavella)
La Torre dels Ocells és un edifici del municipi de Caldes de Malavella (Selva). Forma part de l'Inventari del Patrimoni Arquitectònic de Catalunya. Està situat al nucli urbà de Caldes de Malavella, a l'Av. Doctor Furest, és un edifici amb paret mitgera i tres façanes, la principal de les quals dona a l'avinguda i les altres dues al jardí de la casa.

## Descripció
La casa, de planta paral·lelogramàtica, està dividida en planta baixa pis i golfes-galeria. Per entrar-hi, cal passar primer una porta que hi ha en el tancat, al costat de la qual hi ha la porta d'entrada per a vehicles. La planta baixa té un sòcol que volta l'edifici. La porta d'entrada es troba en una de les façanes que donen al jardí, just al costat esquerre de l'edifici vist des de l'Avinguda del Doctor Furest. La porta d'entrada, al centre, té arc de mig punt emmarcada en pedra i flanquejada per dues finestres en arc escarser i ampit de pedra. A la façana lateral dreta, és a dir, la que dona a l'Av. Dr. Furest, presenta un ritme de tres finestres en arc escarser i ampit de pedra. El pis, a la façana principal hi ha tres finestres rectangulars apaisades emmarcades en pedra i ampit de finestra; estructura que es repeteix a la façana de l'avinguda.
A les golfes-galeria, una llotja de cinc obertures en arc de mig punt a la façana principal i dos (també en arc de mig punt) a la façana lateral del carrer Furest. Una altra galeria oberta, més baixa, dona a l'avinguda. Les columnes de les galeries són dòriques, cosa que dona un caràcter italianitzant a les galeries. La galeria que dona a l'avinguda té el teulat a doble vessant sostingut per un encavallat de fusta. El teulat de la galeria de la façana principal és a quatre vessants. El ràfec de la teulada és triple. A la façana lateral que dona al jardí, un mirador.

## Història
A l'arxiu de Caldes de Malavella es conserva el projecte arquitectònic signat per Joan Bordàs i Salellas el 30 d'abril del 1949. Aquest edifici representa la darrera mostra del tipus d'arquitectura nascuda a conseqüència de l'activitat d'estiueig. L'estiueig de la segona meitat del segle xix i principis del segle XX tenia un caràcter elitista, ja que es limitava als sectors benestants de la societat. Anava lligat a pràctiques curatives i també començava a ser una activitat de lleure. La millora en els mitjans de transport va contribuir a consolidar els nuclis d'estiueig cosa que tingué un fort impacte en l'urbanisme i l'economia dels pobles amb aigües termals. A Caldes de Malavella es construeixen gran nombre de cases, torres i xalets sobretot a l'entorn de la Rambla Recolons i de la que s'anomenà Colònia de la Granja. En aquest moment també es van adequar diverses zones de passeig, places i parcs.